# Bjelasnica
Bjelasnica je planinski masiv na jugu Hercegovine, točnije u trebinjskoj općini. Nalazi se s desne strane rijeke Trebišnjice. Proteže se od sela Do do Starog Slanog. Najveći vrhovi su Motka (1396 m), Ilija (1338 m) i Siljevac (1297 m). Većim dijelom se nalazi u Popovom polju.
Austrougarska vlast je probila preko nje i cestu 1903. godine koja je rekonstruirana 1981. kada je pretvorena u magistralni put koji povezuje Trebinje sa Zapadnom Hercegovinom. Ispod Bjelasnice se nalaze sela Staro Slano, Lug, Žulja, Kovačina, Mesari, Dobromani, Žakovo, Tulje, Mrkonjići, Drijenjani, Dračevo, Dubljani, Veličani, Galičići, Strujići, Do, Dodanovići i u samoj planini napušteno selo Korlati.

## Vanjske poveznice
- http://www.vucjizub.org/en/galerija/panoramske-fotografije/138-bjelasnica-motka%5Bneaktivna+poveznica%5D